# Heinrich Lenz
Jemilij Khristianovich Lenz (in russo Эмилий Христианович Ленц?, Ėmilij Christianovič Lenc; Dorpat, 12 febbraio 1804 – Roma, 10 febbraio 1865) è stato un fisico russo.
È famoso per la legge di Lenz che afferma che la forza elettromotrice indotta ha segno tale da opporsi alla causa che l'ha generata, nonché per il vettore di Lenz nel moto dei pianeti.

## Biografia
Lenz è nato a Tartu in quella che oggi è l'Estonia.
Dopo aver completato l'istruzione secondaria nel 1820, Lenz studiò chimica e fisica all'Università di Tartu. Viaggiò con Otto von Kotzebue nella sua terza spedizione intorno al mondo dal 1823 al 1826. Durante il viaggio Lenz studiò le condizioni climatiche e le proprietà fisiche dell'acqua di mare.
Dopo il viaggio, Lenz iniziò a lavorare all'Università di San Pietroburgo, dove successivamente divenne preside della facoltà di Matematica e Fisica. Iniziò a studiare l'elettromagnetismo nel 1831 e la legge da lui enunciata venne chiamata col suo nome in suo onore. Lenz, inoltre, scoprì indipendentemente l'effetto Joule nel 1842; per onorare i suoi lavori sul problema, i fisici russi utilizzano sempre il nome di “effetto Joule-Lenz”.
Morì a Roma a causa di un infarto.